# 東クルディスタン
| マザンデラニ ペルシア クルド人 ギラキ人 ロル バルチ アゼルバイジャン トルクメン ガシュガーイー 居住者無し アラブ タリシュ パシュトゥーン人 |

東クルディスタン又はイラン領クルディスタン (中央クルド語：Rojhilatê Kurdistanê、ペルシア語：بخش‌های کردنشین ایران)は、イラン北西部のクルド人居住地域の非公式名称である。西にイラク、北にトルコと接する。コルデスターン州とケルマンシャー州の全域に加え、北ホラーサーン州と西アーザルバーイジャーン州、イーラーム州の一部を含む。西アーザルバーイジャーン州におけるクルド人の割合は21.7%で、オシュナビーエ郡、サルダシュト郡、ピーランシャフル郡、ブーカーン郡、マハーバード郡に集中している。2006年の統計ではこの5州に約673万人のクルド人が存在した。
クルド人は東クルディスタンをクルディスタン4大地域の1つと考えている。残りはトルコ南東部の北クルディスタン、シリア北部の西クルディスタン(ロジャヴァ)、イラク北部の南クルディスタンである。
4～500万人がイスラム教スンニ派に属し、。残りはフェイリと呼ばれるシーア派である。

## 歴史

### サーサーン朝時代
パパクの息子、アルダシールの代償の本によると、サーサーン朝初代皇帝のアルダシール1世とクルド王のマディグの間で戦争が有った。
380年、アルダシール2世はクルド人の半独立王国のカユス王朝の最後の支配者を打ち負かした。

### 中世クルド人王国時代
959年、クルド系のハッサンワイヒド王国が建国された。
990年、クルド系のアンナジド王国が建国された。
1015年、ハッサンワイヒド王国が56年で滅亡した。
1117年、アンナジド王国が127年で滅亡した。
1169年、アルダラン藩王国が建国された。

### セルジューク朝とホラズム・シャー朝時代
12世紀、セルジューク朝のアフマド・サンジャルが、バハルを中心としてクルディスタン州を設置した。この州にはケルマンシャーやハマダーンが含まれ、サンジャルの甥のスレイマンが治めた。
1217年、ザグロス山脈のクルド人が、ハマダーンから派遣されたホラズム・シャー朝のアラーウッディーン・ムハンマドの軍を破った。 

### サファヴィー朝時代
サファヴィー朝は東クルディスタンに侵攻し、マハーバードやアルダラン等を中心に複数の首長国に分裂していたクルド人を破った。
1534年～1535年、タフマースブ1世は計画的に古いクルド人居住地域を破壊した。多くのクルド人がアルボルズ山脈や大ホラーサーン、イラン高原に移住を強いられた。
1609年11月～1610年夏、イラン北西部のオルーミーイェ湖周辺のベラドスト地域のディムディム要塞で、エミール・ハーン・レプゼリン(黄金の手のハーン)率いるクルド人がサファヴィー朝と戦った。ハーンはオスマン帝国とサファヴィー朝の両国から独立を保つ道を模索しており、ディムディム要塞にサファヴィー朝の北西を脅かす事を期待した。クルド人は敗れ、アッバース1世によって悉く虐殺された。無人となった土地にはトルコ系のアフシャル人を移住させた。約170万人のクルド人がイラン北東のホラーサーンに移住させられた。
18世紀、クルド人はサファヴィー朝のアフガニスタン侵略に貢献し、ハマダーンを征服し、エスファハーン周辺に勢力を伸ばした。
1747年、ナーディル・シャーはクルド人の反乱を鎮圧しようとしたが、完了する前に暗殺された。死後、クルド人は力の空白に乗じてファールス州の一部を征服した。

### ガージャール朝時代
1867年、ガージャール朝のナーセロッディーン・シャーがアルダラン藩王国を廃止した。
1880年、クルド人指導者のShaykh Ubaydullahは、政府に対して一連の反乱を指揮したが、鎮圧された。
第一次世界大戦の混乱に乗じてIsmail Agha Simkoは反乱を指揮したが、レザー・パフラヴィーに鎮圧された。

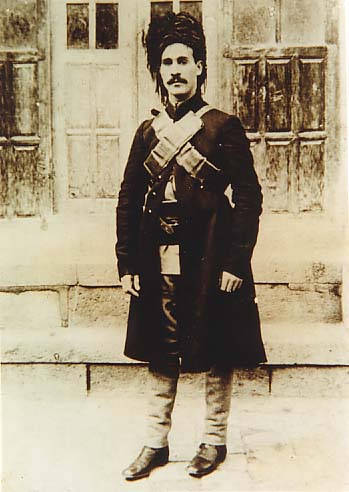
シムコ・シカク

1918年～1922年、シカク族のシムコ・シカクがオルーミーイェ湖西岸を支配した。しかし、レザー・パフラヴィーに鎮圧され、シムコを逃亡した。
1925年、マリーバーンからハラブジャ北部を支配したハウラマンのスルタン・ジャーファルが倒された。

### パフラヴィー朝時代
1930年、シムコはオシュナビーエ周辺でパフラヴィー朝に殺害された。この後、レザー・パフラヴィーはクルド人に厳しい政策を取るようになり、何百人ものクルド人首長が難民にされ、土地は接収された。
1941年9月、第二次世界大戦が始まると、連合軍は中立国のパフラヴィー朝を侵略し、国軍は直ちに撃破された。テヘランに監禁されていたクルド人首長の息子達は脱出する機会を得た。バーネ出身のHama Rashidは、西部のサルダシュトやバーネ、マリーバーンを征服した。
1944年、Hamaは国軍に追放された。
1945年8月、イラン・クルディスタン民主党が結成された。
1946年1月、ソ連の傀儡政権として、西アーザルバーイジャーン州西部にマハーバード共和国が建国された。首都はマハーバードで、他にはブーカーンやピーランシャフル、オシュナビーエを支配した。12月、ソ連撤退に伴うパフラヴィー朝の侵略によって、マハーバード共和国は11ヶ月で滅亡した。

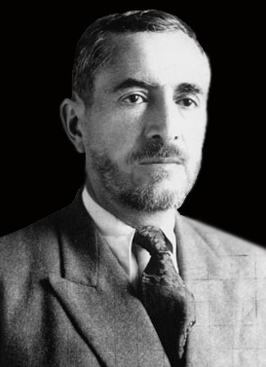
カーズィー・ムハンマド

1947年3月、カーズィー・ムハンマド元大統領は絞首刑で殺害された。

### イラン・イスラム共和国時代
1979年2月、イラン革命によってパフラヴィー朝は滅亡し、ルーホッラー・ホメイニーを中心にイラン・イスラム共和国が建国された。クルド人政党はホメイニに協力し、シャーを追放した。しかし、新政府は国境を越えて存在するクルド人を新国家の脅威になると考え、自治権を与えなかった。同時にスンニ派に対するシーア派の優越を憲法に定めた。クルド人代表のアブドゥル・ラフマン・ガッセムロウは、新憲法を創る専門家会議に参加を拒否され、クルド人の意見を憲法に反映させられなくなった。そして、イラン・クルディスタン民主党(KDPI)とイラン・クルディスタン・コマラ党を中心に、武装したクルド人と革命軍が衝突した。ホメイニは東クルディスタンの独立を認めず、ジハードを宣言した。
1980年春、アボルハサン・バニーサドル大統領は政府軍に命じ、マハーバードやサナンダジュ、バーベ、マリーバーン等、殆どのクルド人都市を奪った。サデグ・ハルハリ最高裁判所長官は、何千人ものクルド人男性を処刑した。イスラム革命防衛隊はクルディスタンを政府の管理下の置こうと戦い、1万人以上のクルド人を殺害した。
1990年代になると、度重なる政府からの弾圧に反発してクルド民族主義が盛んになる。
1996年12月2日、スンニ派の主要聖職者のMulla Mohammed Rabieiの死を受けて、スンニ派クルド人と政府軍が衝突した。衝突は3日間続き、周辺地域に広がった。
1997年5月、モハンマド・ハータミーが大統領に就任し、クルドの文化と歴史を称賛したが、クルド人の要求は主にクルド語に有った。大統領は第一期でアブドラ・ラメザンザデーを初代東クルディスタン知事に指名した。第二期で、大統領は2人のシーア派クルド人を入閣させた、国政におけるクルド人の存在感は拡大した。

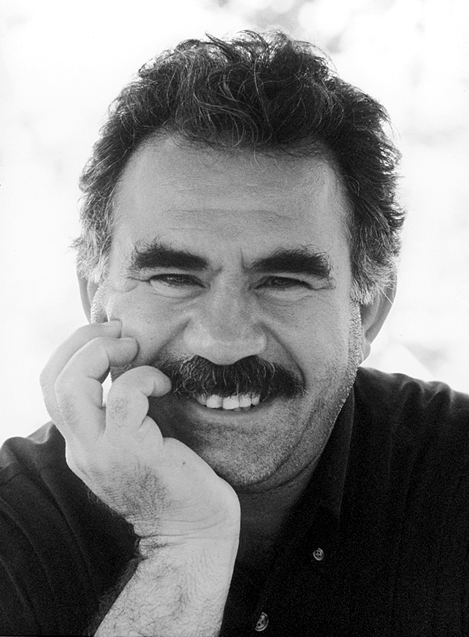
アブドゥッラー・オジャラン

1999年2月、クルド民族主義者はマハーバードやサナンダジュ、オルーミーイェで大規模デモを起こし、政府への反対とアブドゥッラー・オジャランの支持を訴えた。アブドゥッラーはトルコのクルディスタン労働者党(PKK)の元党首で、トルコ政府から終身刑を受けた。イラン政府はこのデモを武力鎮圧、人権団体によると少なくとも20人が殺害された。
2003年7月、18人の法学者が「首都テヘランには約100万人のスンニ派(殆どがクルド人)が暮らすが、スンニ派モスクが1つも無い事」と、「スンニ派モスクに建設許可が下りない事」を非難した。
2005年7月9日、マハーバードでクルド人野党活動家のシヴァン・カデリと2人のクルド人男性がイラン軍に射殺された。続く6週間で複数のクルド人都市やイラン南西部、東部のスィースターン・バルーチェスターン州で暴動や抗議が起きた。
2006年3月13日、カデリの担当でもあった著名な人権派弁護士のサレー・ニクバクトが、警察官がカデリを違法に殺害したと発表した。先立って政府はカデリの「道徳と金融への違反」を訴えていたが、サレーは全ての疑惑を否定した。
2008年、国際人権救援機構はイランのクルド人が「社会的、政治的、文化的、経済的に差別され、抑圧されている」と発表した。その結果在イランの多くの人権活動家がイラン政府のクルド人への暴力に注目するようになったが、機構は「その事が更なる暴力を呼び得る」とも述べた。21世紀初頭には多くのクルド人活動家や作家、教師が不当に逮捕され、死刑に処されている。クルディスタン自由生活党のように武力闘争に及ぶクルド人もいる。
2009年2月4日、アメリカ合衆国財務省のStuart A. Levey次官は、自由生活党を「トルコのクルディスタン労働者党と繋がりが有る」としてテロ組織に指定した。11月、政府は国際社会からの助命嘆願を無視して、無実のクルド人活動家のエフサン・ファタヒアンに死刑を執行した。
2010年1月、政府はクルド人のFasih Yasamaniを拷問し、不当に処刑した。5月9日、政府は同様にAli Heydarian、Farhad Vakili、Mehdi Eslamian、Shirin Alam Hooli、ファルザド・カマンガルを政治犯として不当に処刑した。彼らは拷問によって自由生活党への所属を自白させられ、裁判を受ける事も弁護士と話す事も出来なかった。機構はこれらの処刑を「少数派のクルド人に対する明白な威嚇」と述べた。自由生活党も被害者達との繋がりを否定している。政府は遺体の家族への返還すら拒んだ。5月時点で、死刑判決を受けたクルド人は後16人残っており、そのうち公正な裁判を受けたと考えられる者はひとりもいない。